# Échourgnac
Échourgnac (okzitanisch: Eschornhac) ist eine französische Gemeinde mit 395 Einwohnern (Stand: 1. Januar 2022) im Département Dordogne in der Region Nouvelle-Aquitaine; sie gehört zum Arrondissement Périgueux und zum Kanton Montpon-Ménestérol. 

## Geografie
Échourgnac liegt etwa 39 Kilometer westsüdwestlich von Périgueux im Périgord. Hier entspringt der Fluss Durche. Die Nachbargemeinden von Échourgnac sind Saint-Vincent-Jalmoutiers im Norden, La Jemaye im Osten und Nordosten, Saint-Michel-de-Double im Südosten, Saint-Barthélemy-de-Bellegarde im Süden sowie Servanches im Westen.

## Bevölkerungsentwicklung
| Jahr                      | 1962 | 1968 | 1975 | 1982 | 1990 | 1999 | 2006 | 2013 |
| Einwohner                 | 511  | 445  | 401  | 443  | 411  | 402  | 417  | 418  |
| Quelle: Cassini und INSEE |      |      |      |      |      |      |      |      |

## Sehenswürdigkeiten
- Kirche Notre-Dame-de-l'Assomption aus dem 19. Jahrhundert
- Zisterzienserkloster Notre-Dame de Bonne-Espérance, 1868 gegründet
- Domäne Le Parcot, Monument historique

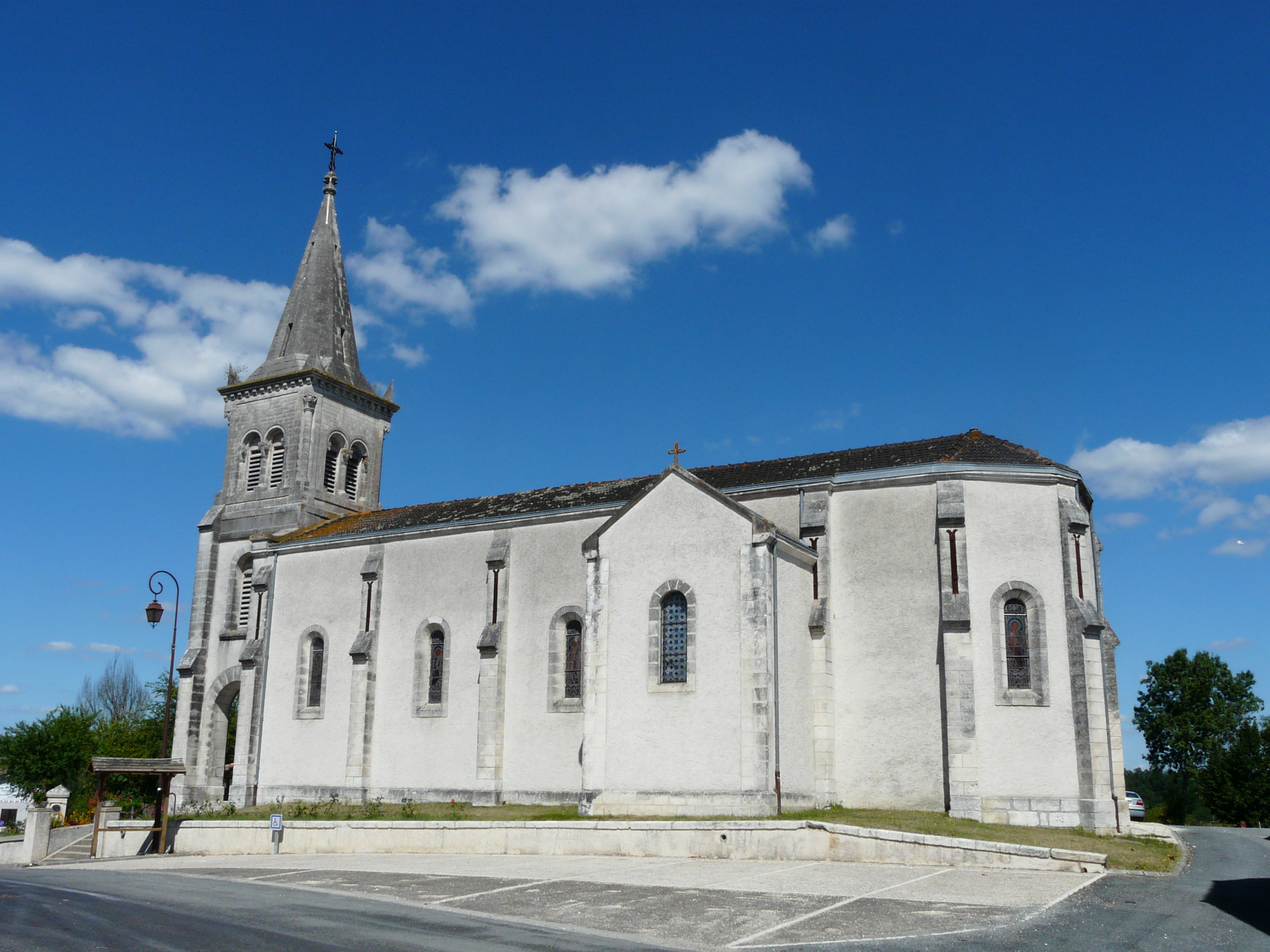
Kirche Notre-Dame-de-l'Assomption
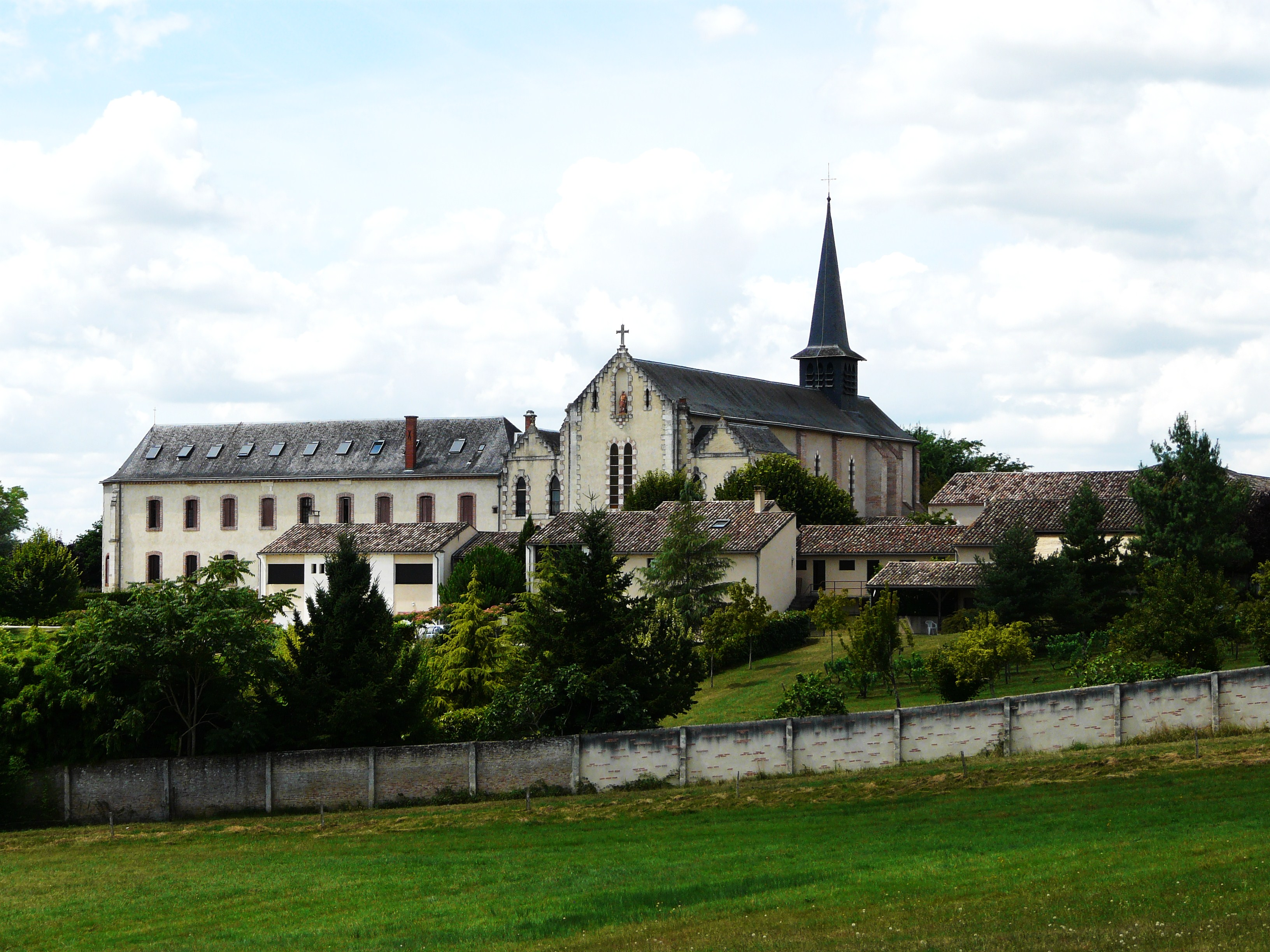
Zisterzienserkloster
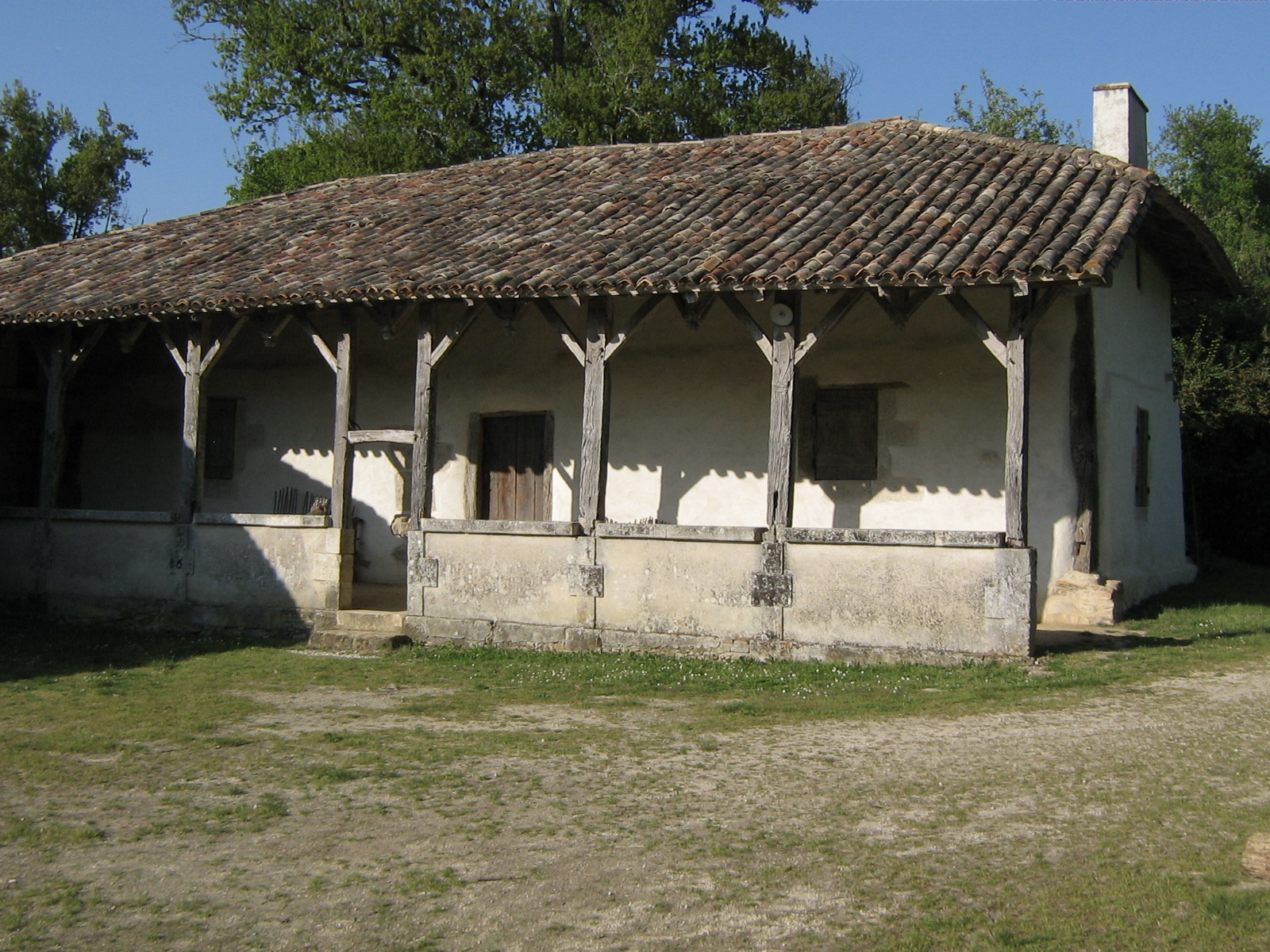
Gebäude der Domäne Parcot